# Mark Stanley
Mark Stanley (Leeds, 29 aprile 1988) è un attore britannico.

## Biografia
Stanley si diploma alla Guildhall School of Music and Drama nel 2010 e partecipa a numerose rappresentazioni teatrali. Nel 2011 esordisce in televisione interpretando il personaggio ricorrente di Grenn nella serie HBO Il Trono di Spade (Game of Thrones), per un totale di quattro stagioni. Nel 2014 ha preso parte alla produzione del Coriolano di Shakespeare, diretto da Tim Van Someren, al Royal National Theatre, trasmesso in diretta nel circuito del National Theatre Live.
Dopo aver esordito al cinema in un ruolo minore in Come vivo ora (2013), interpreta il pittore Clarkson Stanfield nel film Turner (2014) di Mike Leigh ed ottiene un ruolo da co-protagonista nel film bellico Kilo Due Bravo - Ad un passo dalla morte (2014). Nel 2015 è nel cast di Star Wars - Il risveglio della Forza in un ruolo minore, mentre l'anno successivo interpreta Ollie in Il traditore tipo, adattamento cinematografico dell'omonimo romanzo di John le Carré.
Nel 2019 interpreta il personaggio principale in Run, ed è nel cast di Hellboy di Neil Marshall, dove dà il volto a re Artù; l'anno successivo è invece il protagonista del film drammatico Sulphur and White, diretto da Julian Jarrold.

## Filmografia

### Cinema
- Come vivo ora (How I Live Now), regia di Kevin Macdonald (2013)
- Turner (Mr. Turner), regia di Mike Leigh (2014)
- Kilo Due Bravo - Ad un passo dalla morte (Kajaki: The True Story), regia di Paul Katis (2014)
- Star Wars - Il risveglio della Forza (Star Wars: The Force Awakens), regia di J. J. Abrams (2015)
- Il traditore tipo (Our Kind of Traitor), regia di Susanna White (2016)
- Euphoria, regia di Lisa Langseth (2017)
- Dark River, regia di Clio Barnard (2017)
- Hellboy, regia di Neil Marshall (2019)
- Run, regia di Scott Graham (2019)
- Sulphur and White, regia di Julian Jarrold (2020)
- Los colonos, regia di Felipe Gálvez Haberle (2023)

### Televisione
- Il Trono di Spade (Game of Thrones) – serie TV, 22 episodi (2011-2014)
- Heroes of the Skies – documentario TV, 1 episodio (2012)
- Dickensian – serie TV, 14 episodi (2015-2016)
- The Collection – serie TV, 3 episodi (2016)
- Broken – serie TV, 5 episodi (2017)
- Love, Lies and Records – serie TV, 6 episodi (2017)
- Piccole donne (Little Women) – miniserie TV, 1 puntata (2017)
- La tamburina (The Little Drummer Girl) – miniserie TV, 1 puntata (2018)
- Criminal: Regno Unito (Criminal: UK) – serie TV, 3 episodi (2019)
- Sanditon – serie TV, 8 episodi (2019)
- Elizabeth Is Missing, regia di Aisling Walsh – film TV (2019)
- White House Farm – miniserie TV, 6 puntate (2020)
- Small Axe – miniserie TV, puntata 5 (2020)
- Anne Boleyn – miniserie TV, 2 puntate (2021)
- The Girl Before – miniserie TV, 4 puntate (2021)
- The Bay – serie TV, 5 episodi (2022)
- Trigger Point – serie TV, 6 episodi (2022-in corso)
- Il ladro, sua moglie e la canoa (The Thief, His Wife and the Canoe) – miniserie TV, 4 puntate (2022)
- Happy Valley – serie TV, 6 episodi (2023)
- The Reckoning, regia di Sandra Goldbacher e David Blair – miniserie TV (2023)
- Adolescence, regia di Philip Barantini – miniserie TV, puntata 1 (2025)

## Doppiatori italiani
Nelle versioni in italiano delle opere in cui ha recitato, Mark Stanley è stato doppiato da:
- Mirko Mazzanti ne Il Trono di Spade, Kilo Due Bravo - Ad un passo dalla morte
- Luca Mannocci ne Il traditore tipo
- Giorgio Borghetti in Piccole donne
- Marco Vivio in Sanditon
- Alessandro Budroni in Happy Valley
- Stefano Crescentini in Adolescence